# 链荚木
链荚木（学名：Ormocarpum cochinchinense）为豆科链荚木属下的一个种。

## 扩展阅读
- 維基物種上的相關：链荚木